# Фоминых, Николай Фёдорович
Никола́й Фёдорович Фомины́х (9 мая 1923, Арское, Вятская губерния — 21 октября 1943, Каневский район, Киевская область) — красноармеец Рабоче-крестьянской Красной Армии, участник Великой Отечественной войны, Герой Советского Союза (1944).

## Биография
Николай Фоминых родился 9 мая 1923 года в селе Арское (ныне — Немский район Кировской области). После окончания школы фабрично-заводского ученичества работал на металлургическом заводе в Кушве. В декабре 1942 года Н. Ф. Фоминых был призван на службу в Рабоче-крестьянскую Красную Армию. С августа 1943 года — на фронтах Великой Отечественной войны.
К октябрю 1943 года красноармеец Николай Фоминых был стрелком 372-го стрелкового полка 218-й стрелковой дивизии 47-й армии 1-го Украинского фронта. Отличился во время битвы за Днепр. 21 октября 1943 года Фоминых одним из первых переправился через Днепр в районе села Лепляво Каневского района Черкасской области Украинской ССР и принял активное участие в боях за захват и удержание плацдарма на его западном берегу. В тех боях он лично уничтожил в рукопашной схватке несколько немецких солдат, захватив вражеский пулемёт, вёл огонь по противнику, пока не погиб. Похоронен в братской могиле в Лепляво.
Указом Президиума Верховного Совета СССР от 3 июня 1944 года за «образцовое выполнение заданий командования и проявленные мужество и героизм в боях с немецкими захватчиками» красноармеец Николай Фоминых посмертно был удостоен высокого звания Героя Советского Союза. Также посмертно был награждён орденом Ленина.

## Память
- Его имя на гранитной стелле в парке Победы в Кирове.

- Имя Героя высечено золотыми буквами в зале Славы Центрального музея Великой Отечественной войны в Парке Победы г. Москвы.
- Имя Героя Советского Союза увековечено на мемориальной доске, установленной в парке Дворца Пионеров в городе Кирове.
- В честь Фоминых названы школа и улица в Кушве[1].